# ディヴァインライト
ディヴァインライト（欧字表記：Divine Light、1995年-2014年）は、日本生産の競走馬・種牡馬。主な勝ち鞍はテレビ山梨杯（1600万下）で、重賞では高松宮記念など5度にわたって2着になったものの勝ち星がなかったが、引退後は種牡馬として輸出されてフランスとトルコで供用され、イギリスでG1を2勝したナタゴラをはじめ多数の活躍馬を送り出した。

## 戦績
- 特記事項なき場合、本節の出典はJBISサーチ[6]

1998年1月10日、中山競馬場ダート1800m新馬戦でデビューし1着。2戦目の東京競馬場芝1600mの500万下でエアスマップを押さえて2連勝し、3戦目に重賞初出走の弥生賞で三強を形成するキングヘイロー、スペシャルウィーク、セイウンスカイに次ぐ14.4倍の4番人気に支持されるが5着。次走毎日杯でミラクルタイムの2着となって春のクラシック戦線に駒を進めるが、皐月賞5着、東京優駿7着に終わった。ラジオたんぱ賞9着ののち、屈腱炎を発症して長期間の休養に入る。
1999年10月、1年3か月ぶりに900万下クラスで復帰し、復帰2戦目で勝って1600万下クラスに昇級。さらに2000年2月のテレビ山梨杯（東京競馬場芝1400m）を勝ってオープンに昇級した。福永祐一を鞍上に迎えて阪急杯でブラックホークの2着となったのち、次走3月のG1高松宮記念に8番人気で出走。逃げるメジロダーリングに外から並びかけるアグネスワールドの2頭の間を内から割って抜け出し先頭に立つが、大外から強襲したかつての福永の騎乗馬キングヘイローにゴール直前で差されてクビ差の2着に敗れた。
2000年5月の京王杯スプリングカップ8着後に再び1年間の長期休養に入り、2001年6月に復帰。以降は2002年の東京新聞杯とマイラーズカップで2着に入ったものの未勝利に終わり、マイルチャンピオンシップ15着後に屈腱炎が再発したため引退した。

## 競走成績
以下の内容は、JBISサーチおよびnetkeiba.comに基づく。
| 競走日     | 競馬場 | 競走名             | 格   | 頭 数 | 枠 番 | 馬 番 | オッズ （人気） | 着順 | 騎手     | 斤量 [kg] | 距離（馬場）  | タイム | 着差 | 1着馬（2着馬）         |
| ---------- | ------ | ------------------ | ---- | ----- | ----- | ----- | --------------- | ---- | -------- | --------- | ------------- | ------ | ---- | ---------------------- |
| 1998.01.10 | 中山   | 4歳新馬            |      | 16    | 8     | 16    | 04.60（2人）    | 01着 | 藤原英幸 | 55        | ダ1800m（不） | 1:55.1 | -0.2 | （コスモブレイザー）   |
| 0000.02.07 | 東京   | 4歳500万下         |      | 16    | 5     | 9     | 14.80（6人）    | 01着 | 藤原英幸 | 55        | 芝1600m（良） | 1:34.8 | -0.0 | （エアスマップ）       |
| 0000.03.08 | 中山   | 弥生賞             | GII  | 13    | 6     | 9     | 14.40（4人）    | 05着 | 藤原英幸 | 55        | 芝2000m（良） | 2:02.9 | -1.1 | スペシャルウィーク     |
| 0000.03.29 | 阪神   | 毎日杯             | GIII | 15    | 6     | 10    | 05.30（3人）    | 02着 | 福永祐一 | 55        | 芝2000m（良） | 2:01.1 | -0.0 | ミラクルタイム         |
| 0000.04.19 | 中山   | 皐月賞             | GI   | 18    | 2     | 4     | 16.10（5人）    | 05着 | 岡部幸雄 | 57        | 芝2000m（良） | 2:02.2 | -0.9 | セイウンスカイ         |
| 0000.06.07 | 東京   | 東京優駿           | GI   | 18    | 8     | 17    | 57.50（9人）    | 07着 | 橋本広喜 | 57        | 芝2400m（稍） | 2:27.2 | -1.4 | スペシャルウィーク     |
| 0000.07.05 | 福島   | ラジオたんぱ賞     | GIII | 15    | 5     | 8     | 03.30（1人）    | 09着 | 橋本広喜 | 55        | 芝1800m（良） | 1:46.5 | -0.9 | ビワタケヒデ           |
| 1999.10.30 | 東京   | 紅葉特別           | 900  | 9     | 8     | 8     | 12.20（5人）    | 04着 | 柴田善臣 | 57        | 芝1600m（良） | 1:34.9 | -0.5 | タイキトレジャー       |
| 0000.11.28 | 東京   | INTジョッキーズ2   | 900  | 14    | 7     | 11    | 02.30（1人）    | 01着 | 坂井千明 | 57        | 芝1600m（良） | 1:36.0 | -0.4 | （ジョウノパリジャン） |
| 0000.12.12 | 中山   | 市川S              | 1600 | 16    | 3     | 6     | 02.20（1人）    | 03着 | 武豊     | 57        | 芝1600m（良） | 1:34.5 | -0.4 | ワルツダンサー         |
| 2000.02.06 | 東京   | テレビ山梨杯       | 1600 | 14    | 6     | 9     | 03.00（2人）    | 01着 | 武豊     | 57        | 芝1400m（良） | 1:22.8 | -0.1 | （エフテービルサド）   |
| 0000.02.27 | 阪神   | 阪急杯             | GIII | 12    | 4     | 4     | 20.80（6人）    | 02着 | 福永祐一 | 57        | 芝1200m（良） | 1:08.9 | -0.2 | ブラックホーク         |
| 0000.03.26 | 中京   | 高松宮記念         | GI   | 17    | 4     | 7     | 37.20（8人）    | 02着 | 福永祐一 | 57        | 芝1200m（良） | 1:08.6 | -0.0 | キングヘイロー         |
| 0000.05.14 | 東京   | 京王杯スプリングC  | GII  | 18    | 1     | 2     | 13.10（6人）    | 08着 | 福永祐一 | 57        | 芝1400m（良） | 1:21.6 | -0.6 | スティンガー           |
| 2001.06.10 | 函館   | UHB杯              | OP   | 11    | 6     | 6     | 12.00（6人）    | 03着 | 四位洋文 | 57        | 芝1200m（良） | 1:10.1 | -0.1 | タイキトレジャー       |
| 0000.07.01 | 函館   | 函館スプリントS    | GIII | 14    | 2     | 2     | 05.00（3人）    | 07着 | 四位洋文 | 56        | 芝1200m（稍） | 1:10.5 | -1.0 | メジロダーリング       |
| 0000.08.05 | 札幌   | 札幌日刊スポーツ杯 | OP   | 8     | 3     | 3     | 03.90（2人）    | 02着 | 松永幹夫 | 56        | 芝1200m（良） | 1:08.8 | -0.1 | タイキトレジャー       |
| 0000.10.28 | 福島   | 福島民友C          | OP   | 14    | 1     | 1     | 05.00（3人）    | 07着 | 二本柳壮 | 56        | 芝1200m（良） | 1:08.9 | -0.8 | ユーワファルコン       |
| 0000.11.17 | 福島   | 福島記念           | GIII | 16    | 5     | 10    | 24.90（9人）    | 09着 | 二本柳壮 | 56        | 芝2000m（良） | 2:00.2 | -1.2 | ミヤギロドリゴ         |
| 2002.01.27 | 東京   | 東京新聞杯         | GIII | 12    | 3     | 3     | 26.60（9人）    | 02着 | 横山典弘 | 56        | 芝1600m（不） | 1:37.8 | -0.1 | アドマイヤコジーン     |
| 0000.03.02 | 中山   | オーシャンS        | OP   | 14    | 1     | 1     | 06.10（3人）    | 04着 | 横山典弘 | 57        | 芝1200m（良） | 1:07.8 | -0.5 | ショウナンカンプ       |
| 0000.03.24 | 中京   | 高松宮記念         | GI   | 18    | 7     | 14    | 20.80（7人）    | 06着 | 横山典弘 | 57        | 芝1200m（良） | 1:09.3 | -0.9 | ショウナンカンプ       |
| 0000.04.13 | 阪神   | マイラーズC        | GII  | 14    | 2     | 2     | 20.90（8人）    | 02着 | 横山典弘 | 57        | 芝1600m（良） | 1:32.6 | -0.0 | ミレニアムバイオ       |
| 0000.06.02 | 東京   | 安田記念           | GI   | 18    | 5     | 10    | 25.90（9人）    | 09着 | 菅原勲   | 58        | 芝1600m（良） | 1:33.9 | -0.6 | アドマイヤコジーン     |
| 0000.09.29 | 新潟   | スプリンターズS    | GI   | 11    | 2     | 2     | 42.00（8人）    | 04着 | 田中勝春 | 57        | 芝1200m（良） | 1:08.6 | -0.9 | ビリーヴ               |
| 0000.11.17 | 京都   | マイルCS           | GI   | 18    | 3     | 5     | 96.4（17人）    | 15着 | 田中勝春 | 57        | 芝1600m（良） | 1:33.5 | -0.7 | トウカイポイント       |

## 引退後
引退後は社台スタリオンステーション荻伏で種牡馬入りし、初年度産駒は3頭を記録した。
2003年12月にアグネスカミカゼ、ローゼンカバリーとともにフランスへ輸出され、2004年から種付けを開始。フランスにおける産駒は2007年にデビューし、そのなかから英1000ギニー、チェヴァリーパークステークスを制しカルティエ賞最優秀2歳牝馬に選出されたナタゴラが出た。
2007年12月にトルコジョッキークラブに売却され、2008年からトルコナショナルスタッドで繋養。トルコでは2011年に産駒がデビューすると、最初の産駒が3歳になった2012年から種牡馬リーディングの上位に入り、2013年にディヴァインハート、2015年にレンクがトルコ国内G1で同国最高賞金額競走のガジ賞（ガジダービー）を制した。
2012年の種付けシーズン中にレプスピトラ症に感染し種付けを中断。体調不良のため産駒が活躍していながら種付け頭数が2012年3頭、2013年31頭、2014年18頭と激減し、晩年は活躍馬をあまり出せなかった。
2014年5月12日に、アダナ県のセイハン種馬場で腸にできた腫瘍が原因で死去。死亡時点でトルコにおける産駒は4世代で出走頭数122頭数中75頭が勝ち上がり、総収得賞金は1392万5295トルコリラ（約6億7千万円）に達していた。
何頭かの産駒がトルコで後継種牡馬となっており、2024年にマイディアサン産駒のボレゴ（Borrego）が孫世代によるトルコ国内重賞制覇、国際重賞（G3ボスポラスカップ）制覇を果たした。

### 主な産駒
太字はG1級競走（パート2国の国内G1競走を含む。）。競走名の前の国旗は開催国。
- 2005年産
  - ナタゴラ / Natagora（1000ギニー、チェヴァリーパークステークス、ロベールパパン賞）[21]
- 2009年産
  - キング / King（サーヒル・クルトゥルオール賞）[22]
  - ムラトハンベイ / Murathanbey（ブルハン・カラメフメット賞）[23]
- 2010年産
  - キャッシュアクチェ / Cash Akçe（イュルドゥルム・バヤズィト賞）[24][25]
  - ディヴァインハート / Divine Heart（ガジ賞（ガジダービー）、メフメット・アーキフ・エルソイ賞）[14][26]
- 2011年産
  - ツインシー / Twinsea（アフメット・ジェマル・クラ賞）[27]
  - マイディアサン / My Dear Son（ブルハン・カラメフメット賞、オルハン・ドア・オズソイ賞、フィクレット・ユザトル賞2回）[28]
- 2012年産
  - レンク / Renk（ガジ賞（ガジダービー）、メフメット・アーキフ・エルソイ賞、フェフミ・シムサルオール賞）[12][29]
- 2015年産
  - イェレ / Yele（イスメット・イノニュ賞）[30]

### トルコにおける種牡馬成績
トルコジョッキークラブHPの種牡馬統計による。
| 年     | 出走 | 出走 | 勝利 | 勝利 | 順位 | 収得賞金                |
| 年     | 頭数 | 回数 | 頭数 | 回数 | 順位 | 収得賞金                |
| ------ | ---- | ---- | ---- | ---- | ---- | ----------------------- |
| 2011年 | 33   | 156  | 12   | 18   | 29   | 757,975.00トルコリラ    |
| 2012年 | 65   | 606  | 39   | 79   | 7    | 4,040,650.00トルコリラ  |
| 2013年 | 94   | 847  | 48   | 85   | 6    | 6,267,700.00トルコリラ  |
| 2014年 | 94   | 879  | 51   | 129  | 3    | 7,845,090.00トルコリラ  |
| 2015年 | 71   | 703  | 31   | 58   | 8    | 6,310,650.00トルコリラ  |
| 2016年 | 42   | 392  | 16   | 36   | 24   | 2,327,550.00トルコリラ  |
| 2017年 | 43   | 315  | 18   | 45   | 19   | 2,977,459.20トルコリラ  |
| 2018年 | 28   | 301  | 14   | 31   | 30   | 2,077,125.00トルコリラ  |
| 2019年 | 15   | 170  | 11   | 23   | 38   | 1,790,360.00トルコリラ  |
| 2020年 | 9    | 117  | 7    | 10   | 66   | 1,070,691.25トルコリラ  |
| 2021年 | 8    | 54   | 1    | 3    | 130  | 358,455.00トルコリラ    |
| 累計   | 181  | 4540 | 117  | 517  | 30   | 35,723,705.45トルコリラ |

## 血統表
| ディヴァインライト (Divine Light)の血統           | ディヴァインライト (Divine Light)の血統          | ディヴァインライト (Divine Light)の血統 | （血統表の出典）                       | （血統表の出典）      |
| 父系                                              | サンデーサイレンス系/ヘイロー系                  | サンデーサイレンス系/ヘイロー系         | サンデーサイレンス系/ヘイロー系        | [ § 2 ]               |
| 父 *サンデーサイレンス Sunday Silence 1986 青鹿毛 | 父の父Halo 1969 黒鹿毛                           | Hail to Reason                          | Turn-to                                | Turn-to               |
| 父 *サンデーサイレンス Sunday Silence 1986 青鹿毛 | 父の父Halo 1969 黒鹿毛                           | Hail to Reason                          | Nothirdchance                          |                       |
| 父 *サンデーサイレンス Sunday Silence 1986 青鹿毛 | 父の父Halo 1969 黒鹿毛                           | Cosmah                                  | Cosmic Bomb                            | Cosmic Bomb           |
| 父 *サンデーサイレンス Sunday Silence 1986 青鹿毛 | 父の父Halo 1969 黒鹿毛                           | Cosmah                                  | Almahmoud                              |                       |
| 父 *サンデーサイレンス Sunday Silence 1986 青鹿毛 | 父の母Wishing Well 1975 鹿毛                     | Understanding                           | Promised Land                          | Promised Land         |
| 父 *サンデーサイレンス Sunday Silence 1986 青鹿毛 | 父の母Wishing Well 1975 鹿毛                     | Understanding                           | Pretty Ways                            |                       |
| 父 *サンデーサイレンス Sunday Silence 1986 青鹿毛 | 父の母Wishing Well 1975 鹿毛                     | Mountain Flower                         | Montparnasse                           | Montparnasse          |
| 父 *サンデーサイレンス Sunday Silence 1986 青鹿毛 | 父の母Wishing Well 1975 鹿毛                     | Mountain Flower                         | Edelweiss                              |                       |
| 母 メルドスポート 1979 栃栗毛                     | 母の父*ノーザンテースト Northern Taste 1971 栗毛 | Northern Dancer                         | Nearctic                               | Nearctic              |
| 母 メルドスポート 1979 栃栗毛                     | 母の父*ノーザンテースト Northern Taste 1971 栗毛 | Northern Dancer                         | Natalma                                |                       |
| 母 メルドスポート 1979 栃栗毛                     | 母の父*ノーザンテースト Northern Taste 1971 栗毛 | Lady Victoria                           | Victoria Park                          | Victoria Park         |
| 母 メルドスポート 1979 栃栗毛                     | 母の父*ノーザンテースト Northern Taste 1971 栗毛 | Lady Victoria                           | Lady Angela                            |                       |
| 母 メルドスポート 1979 栃栗毛                     | 母の母シャダイプリマ 1970 鹿毛                   | *マリーノ Marino                        | Worden                                 | Worden                |
| 母 メルドスポート 1979 栃栗毛                     | 母の母シャダイプリマ 1970 鹿毛                   | *マリーノ Marino                        | Buena Vista                            |                       |
| 母 メルドスポート 1979 栃栗毛                     | 母の母シャダイプリマ 1970 鹿毛                   | ナイトアンドデイ                        | *ラティフィケイション                  | *ラティフィケイション |
| 母 メルドスポート 1979 栃栗毛                     | 母の母シャダイプリマ 1970 鹿毛                   | ナイトアンドデイ                        | *ナイトライト                          |                       |
| 母系(F-No.)                                       | ナイトライト(GB)系(FN:22-d)                      | ナイトライト(GB)系(FN:22-d)             | ナイトライト(GB)系(FN:22-d)            | [ § 3 ]               |
| 5代内の近親交配                                   | Almahmoud 4×5、Lady Angela 5･4（母内）           | Almahmoud 4×5、Lady Angela 5･4（母内）  | Almahmoud 4×5、Lady Angela 5･4（母内） | [ § 4 ]               |
| 出典                                              | 1. 2. 3. 4.                                      | 1. 2. 3. 4.                             | 1. 2. 3. 4.                            | 1. 2. 3. 4.           |

- 半姉にカッティングエッジ（クイーンカップ、テレビ東京賞3歳牝馬ステークス）、近親にダイナコスモス（皐月賞）、クラフトマンシップ（函館記念）、クラフトワーク（アメリカジョッキークラブカップ、中山金杯、函館記念）[33]。
- 6代母Infra Redは1939年のプリンセスエリザベスステークス勝ち馬。